# شرکت تحقیقات نیمه رسانا

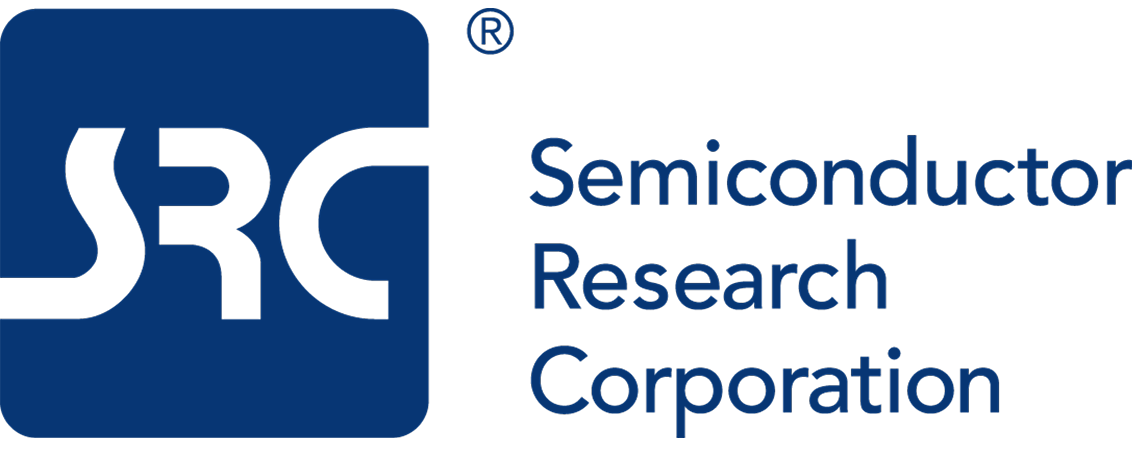
لوگوی شرکت

شرکت تحقیقات نیمه هادی (انگلیسی: Semiconductor Research Corporation) کنسرسیوم تحقیقاتی فناوری آمریکایی است. شرکتی غیرانتفاعی است که در سال ۱۹۸۲ تأسیس و در کارولینای شمالی، ایالات متحده مستقر است.
این بنیاد خصوصی از دانشجویان علوم و مهندسی در مقاطع مختلف تحصیلی پشتیبانی می‌کند و آنها را به دنبال کردن مشاغل به عنوان نوآوران و رهبران فناوری تشویق می‌کند. SRCEA شعبه ای از شرکت تحقیقات نیمه هادی است. این بنیاد منابع مالی را برای دانشجویان تحصیلات تکمیلی و کارشناسی ارشد علوم و مهندسی فراهم می‌کند که فرصت‌های تحصیلی متشکل از دوره‌های سنتی، پژوهش‌های برتر و تعامل مستقیم با صنعت نیمه هادی را دارند.
هر ساله، از ۱۵۰۰ دانشجو توسط SRC و SRCEA از طریق قراردادهای تحقیقاتی و کمکهای بلاعوض، بورس‌های تحصیلی و برنامه فرصتهای تحقیقاتی کارشناسی ارشد بنیاد (URO) پشتیبانی می‌شوند. 